# Hannen Swaffer
Hannen Swaffer (* 1. November 1879 in Lindfield, Sussex, England; † 16. Januar 1962 in London) war ein britischer Journalist und Theaterkritiker.

## Leben
Swaffer besuchte die Stroud Green Grammar School in Kent und begann früh als Theaterkritiker zu arbeiten. Wegen seiner oft harschen Kritiken wurde ihm schon mit 18 Jahren der Zutritt zum heimischen Theater versagt; später rühmte er sich, in zwölf von einundvierzig Theatern des Londoner Westends Hausverbot zu haben. Ab 1902 arbeitete er für die Daily Mail, deren Chef Lord Northcliffe ihn zum Herausgeber des Weekly Dispatch machte und den er dabei unterstützte, den Daily Mirror von einer Frauenzeitschrift zu einem Massenblatt umzugestalten. Danach war er Theaterkritiker (Rubrik Plays and Players) bei der Sunday Times, 1924 kurze Zeit Herausgeber des Magazins The People und ab 1926 Kritiker des Daily Express, wo er insbesondere gegen die aus seiner Sicht übertriebene Amerikanisierung des britischen Theaters vorging. Ab 1931 arbeitete er für den Daily Herald.
Hannen Swaffer war Sozialist, trat aber 1957 aus der Labour Partei aus. Er war zudem Spiritist. Man sagt ihm nach, dass er pro Jahr etwa eine Million Wörter geschrieben hat. Seine apodiktischen Aussagen schufen ihm den Spitznamen „The Pope of Fleet Street“.

## Publikationen
- 1925: Northcliffe's Return
- 1929: Really Behind the Scenes
- 1929: Hannen Swaffer's Who's Who
- 1929: Adventures with Inspiration
- 1934: When Men Talk Truth
- 1936: The power of the press
- 1938: A British art-critic in republican Spain
- 1945: My Greatest Story
- 1946: What Would Nelson Do?
- 1962: My talks with the dead
- 1969: (eine früher geschriebene) Einleitung zu Estelle Roberts: Fifty years a medium. Reprint 2006, ISBN 1-905961-03-0.

## Filmografie
- 1934: Death at Broadcasting House
- 1935: Late Extra
- 1941: Spellbound